# 樋口里香
樋口 里香（ひぐち りか、1970年8月7日 - ）は、日本の元AV女優。神奈川県出身。
身長：154cm、スリーサイズ：B82 / W59 / H85。

## 人物
- 趣味：水泳、テニス、乗馬、ゴルフ、スキー、ショッピング
- 性格：明るい（デビュー作品「スーパー・ドキュメンタリー　片思いグラフティー」より）
- 初体験は17歳の時の3月3日に渋谷のホテルでそのとき付き合っていた彼氏だった。（デビュー作品「スーパー・ドキュメンタリー　片思いグラフティー」より）
- 経験人数は6人だった。（デビュー作品「スーパー・ドキュメンタリー　片思いグラフティー」より）

## 略歴
- 1989年 - AVデビュー

## 出演作品
- 「スーパー・ドキュメンタリー　片思いグラフティー」（メディアステーション）
- 「里香の汚れた体操着」（アトラス21）
- 「筋肉入れて!!~肉欲タックル~」（新東宝）
- 「ただ今、完熟中。」（アールエーシー）
- 「やっぱり亀が好き　お口でエクスタシー」（サーチ）
- 「大人になりたくて」（ホップビデオ）